# Darryl Sutter
Darryl John Sutter, född 19 augusti 1958 i Viking, Alberta, är en kanadensisk ishockeytränare som senast tränade NHL-laget Calgary Flames och en före detta professionell ishockeyspelare och general manager. 2012 vann han Stanley Cup som tränare för Los Angeles Kings.

## Spelare
Darryl Sutter, som spelade som vänsterforward, valdes som 179:e spelare totalt i NHL-draften 1978 av Chicago Black Hawks. Sutter debuterade i NHL för Black Hawks säsongen 1979–80 och gjorde 2 mål på 8 matcher. I Stanley Cup-slutspelet 1980 blev det 3 mål och 1 assist på 7 matcher från Sutters klubba.
Under sin första hela säsong i NHL, 1980–81, gjorde Sutter 40 mål och 62 poäng för Black Hawks vilket skulle stå sig som personbästa resultat. Mellan 1980 och 1985 gjorde Sutter 20 mål eller fler under fem raka säsonger. I slutspelet 1985 gjorde Sutter 12 mål och 7 assist för totalt 19 poäng på 15 matcher för Black Hawks som förlorade i semifinalen mot Edmonton Oilers med 4-2 i matcher.
Sutter var lagkapten för Black Hawks från säsongen 1982–83 fram till och med säsongen 1986–87 då han lade av som professionell spelare.

### Statistik
| 1974–75    | Red Deer Rustlers   | AJHL       | 60  | 16  | 20  | 36  | 43  | —  | —  | —  | —  | —  |
| 1975–76    | Red Deer Rustlers   | AJHL       | 60  | 43  | 93  | 136 | 82  | —  | —  | —  | —  | —  |
| 1976–77    | Lethbridge Broncos  | WCHL       | 1   | 1   | 0   | 1   | 0   | 15 | 3  | 7  | 10 | 13 |
| 1976–77    | Red Deer Rustlers   | AJHL       | 56  | 55  | 78  | 133 | 131 | —  | —  | —  | —  | —  |
| 1977–78    | Lethbridge Broncos  | WCHL       | 68  | 33  | 48  | 81  | 119 | 8  | 4  | 9  | 13 | 2  |
| 1978–79    | New Brunswick Hawks | AHL        | 19  | 7   | 6   | 13  | 6   | 5  | 1  | 2  | 3  | 0  |
| 1978–79    | Flint Generals      | IHL        | —   | —   | —   | —   | —   | 1  | 0  | 1  | 1  | 0  |
| 1979–80    | New Brunswick Hawks | AHL        | 69  | 35  | 31  | 66  | 69  | 12 | 6  | 6  | 12 | 8  |
| 1979–80    | Chicago Black Hawks | NHL        | 8   | 2   | 0   | 2   | 2   | 7  | 3  | 1  | 4  | 2  |
| 1980–81    | Chicago Black Hawks | NHL        | 76  | 40  | 22  | 62  | 86  | 3  | 3  | 1  | 4  | 2  |
| 1981–82    | Chicago Black Hawks | NHL        | 40  | 23  | 12  | 35  | 31  | 3  | 0  | 1  | 1  | 2  |
| 1982–83    | Chicago Black Hawks | NHL        | 80  | 31  | 30  | 61  | 53  | 13 | 4  | 6  | 10 | 8  |
| 1983–84    | Chicago Black Hawks | NHL        | 59  | 20  | 20  | 40  | 44  | 5  | 1  | 1  | 2  | 0  |
| 1984–85    | Chicago Black Hawks | NHL        | 49  | 20  | 18  | 38  | 12  | 15 | 12 | 7  | 19 | 12 |
| 1985–86    | Chicago Black Hawks | NHL        | 50  | 17  | 10  | 27  | 44  | 3  | 1  | 2  | 3  | 0  |
| 1986–87    | Chicago Black Hawks | NHL        | 44  | 8   | 6   | 14  | 16  | 2  | 0  | 0  | 0  | 0  |
| NHL totalt | NHL totalt          | NHL totalt | 406 | 161 | 118 | 279 | 288 | 51 | 24 | 19 | 43 | 26 |

## Tränare

### Chicago Blackhawks
Darryl Sutters första tränarjobb i NHL var med klubben han spelat hela sin NHL-karriär för, Chicago Blackhawks. Sutter tränade Blackhawks från 1992 till 1995. Första säsongen, 1992–93, vann laget Norris Division och Clarence Campbell Conference efter att ha samlat ihop 106 poäng i grundserien. I slutspelet förlorade Blackhawks i första rundan mot St. Louis Blues i fyra raka matcher.
Säsongen 1994–95 nådde Sutter sitt bästa resultat med Blackhawks i Stanley Cup-slutspelet då laget gick till semifinal. Där blev dock Detroit Red Wings för svåra och Blackhawks förlorade matchserien med 4-1. 1994–95 skulle bli Sutters sista säsong som tränare för Blackhawks.

### San Jose Sharks
Från 1997 till 2002 var Sutter tränare för San Jose Sharks i Pacific Division. Som bäst nådde laget andra rundan i slutspelet säsongerna 1999–00 och 2001–02. Sutter fick sparken från tränarjobbet i San Jose Sharks en bit in på säsongen 2002–03.

### Calgary Flames
Efter att ha fått sparken som tränare för San Jose Sharks i december 2002 tog Sutter tog över som tränare för Calgary Flames i hemprovinsen Alberta redan samma månad. Flames slutade på femte plats i Northwest Division säsongen 2002–03 och missade slutspelet. Efter säsongen blev Sutter även general manager för Calgary Flames.
Säsongen 2003–04 slutade Flames på tredje plats i Northwest Division med 94 poäng. I slutspelet vann man i första rundan mot Vancouver Canucks efter att Martin Gélinas avgjort till Flames fördel på övertid i den sjunde och avgörande matchen. Anförda av stjärnspelarna Jarome Iginla och Miikka Kiprusoff slog Flames sedan ut Detroit Red Wings i andra rundan med 4-2 i matcher och San Jose Sharks i tredje rundan med 4-2 i matcher innan man föll i Stanley Cup-finalen mot Tampa Bay Lightning med 4-3 i matcher.
Säsongen 2005–06 vann Calgary Flames Northwest Division med 103 poäng men förlorade i första rundan i slutspelet mot Mighty Ducks of Anaheim med 4-3 i matcher. Sutter valde att lämna jobbet som huvuvdtränare för Flames 2006 för att endast koncentrera sig på jobbet som general manager.
Sutter var general manager för Flames fram till och med 28 december 2010.

### Los Angeles Kings
Knappt halvvägs in på säsongen 2011–12 tog Darryl Sutter över som tränare för Los Angeles Kings efter att klubben sparkat huvudtränaren Terry Murray. Kings hade haft förbaskat svårt att göra mål under Terry Murray men under Sutters ledning lossnade det i offensiven. Kings samlade ihop 61 poäng på 49 matcher under Sutters ledning och slutade på tredje plats i Pacific Division. Lagets totala skörd på 95 poäng räckte till en åttonde och sista slutspelsplats i Western Conference, fem poäng före nionde laget Calgary Flames.
I slutspelet 2012 besegrade Los Angeles Kings i tur och ordning Vancouver Canucks, St. Louis Blues, Phoenix Coyotes och New Jersey Devils för klubbens första Stanley Cup någonsin.  

### Statistik
M = Matcher, V = Vinster, F = Förluster, O = Oavgjorda, ÖTF = Förluster på övertid eller straffar
| Lag    | År      | Grundserie | Grundserie | Grundserie | Grundserie | Grundserie | Grundserie | Grundserie               | Slutspel                      |
| Lag    | År      | M          | V          | F          | O          | ÖTF        | Poäng      | Resultat                 | Resultat                      |
| ------ | ------- | ---------- | ---------- | ---------- | ---------- | ---------- | ---------- | ------------------------ | ----------------------------- |
| CHI    | 1992–93 | 84         | 47         | 25         | 12         | —          | 106        | 1:a i Norris Division    | Förlorade i första rundan     |
| CHI    | 1993–94 | 84         | 39         | 36         | 9          | —          | 87         | 5:a i Central Division   | Förlorade i första rundan     |
| CHI    | 1994–95 | 48         | 24         | 19         | 5          | —          | 53         | 3:a i Central Division   | Förlorade i tredje rundan     |
| SJ     | 1997–98 | 82         | 34         | 38         | 10         | —          | 78         | 4:a i Pacific Division   | Förlorade i första rundan     |
| SJ     | 1998–99 | 82         | 31         | 33         | 18         | —          | 80         | 4:a i Pacific Division   | Förlorade i första rundan     |
| SJ     | 1999–00 | 82         | 35         | 30         | 10         | 7          | 87         | 4:a i Pacific Division   | Förlorade i andra rundan      |
| SJ     | 2000–01 | 82         | 40         | 27         | 12         | 3          | 95         | 2:a i Pacific Division   | Förlorade i första rundan     |
| SJ     | 2001–02 | 82         | 44         | 27         | 8          | 3          | 99         | 1:a i Pacific Division   | Förlorade i andra rundan      |
| SJ     | 2002–03 | 24         | 9          | 12         | 2          | 1          | 21         | 5:a i Pacific Division   | –                             |
| CGY    | 2002–03 | 46         | 19         | 18         | 8          | 1          | 47         | 5:a i Northwest Division | Missade slutspel              |
| CGY    | 2003–04 | 82         | 42         | 30         | 7          | 3          | 94         | 3:a i Northwest Division | Förlorade i Stanley Cup-final |
| CGY    | 2005–06 | 82         | 46         | 25         | –          | 11         | 103        | 1:a i Northwest Division | Förlorade i första rundan     |
| LA     | 2011–12 | 49         | 25         | 13         | –          | 11         | 61         | 3:a i Pacific Division   | Vann Stanley Cup              |
| Totalt | Totalt  | 909        | 434        | 333        | 101        | 40         |            |                          |                               |

## Familj
Darryl Sutter är medlem av den i NHL-kretsar välkända Sutter-familjen. Fem av hans sex bröder spelade i NHL; Brent, Brian, Duane, Rich och Ron Sutter.
Hans son Brett Sutter är även han professionell ishockeyspelare och har spelat för Carolina Hurricanes i NHL. Han har tidigare representerat Calgary Flames.